# Council Grove
Council Grove är en stadskommun i Morris County i delstaten Kansas i USA. Council Grove är administrativ huvudort (county seat) i Morris County.

## Historia

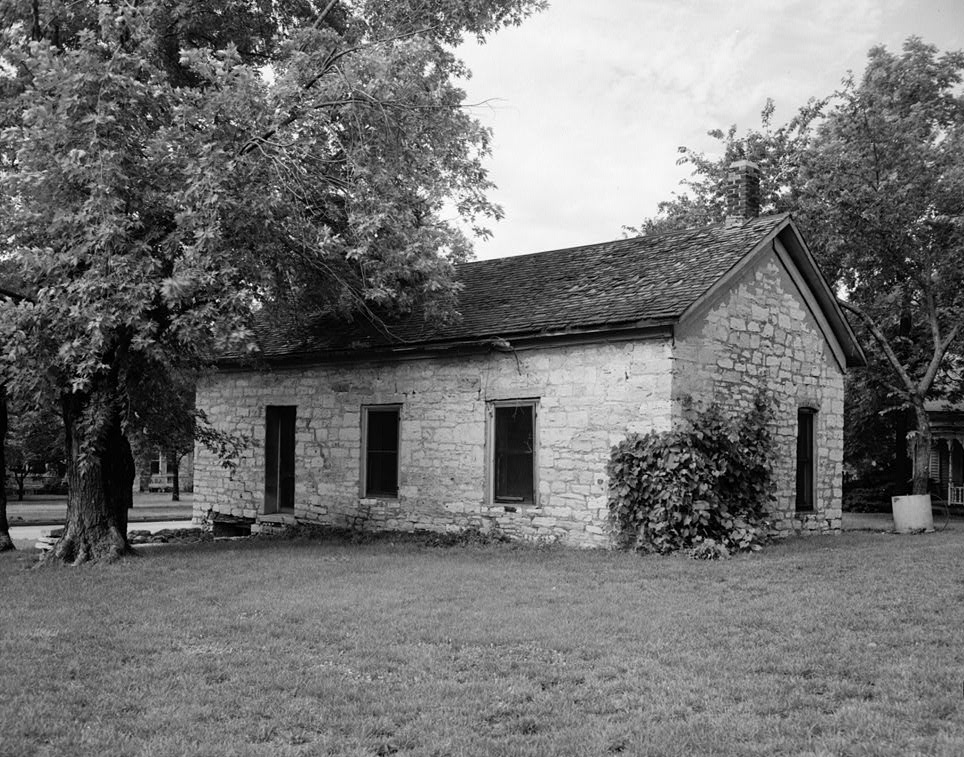
Byggnadsminnesmärke från Council Groves pionjärtid. Handelsbod uppförd 1857.

Orten har fått sitt namn efter den plats där ett avtal slöts mellan Förenta Staterna representerade av George C. Sibley och Osageindianerna om fri genomfart för resenärer efter Santa Fe Trail. Redan från 1822 hade resenärerna längs denna handelsled börjat använda ett vad över den grunda Neosho River där staden senare skulle grundas. Vid flodstranden fanns stora trädlundar (= Grove), som bilade en bra rastplats vid färden över den annars trädlösa prärien.
År 1846 blev Council Grove-området avsatt som ett indianreservat för Kansaindianerna och ett handelsfaktori anlades. Detta utgjorde kärnan i den senare tätortsbildningen. Mexikanska kriget medförde stora trupptransporter längs Santa Fe Trail och New Mexicos införlivande med Förenta Staterna medförde ett stort uppsving i handeln. Regelbunden posttrafik inrättades 1850 och en poststation byggdes i Council Grove. Byggnaden fungerade även som missionsstation och skola för metodistkyrkan och finns ännu kvar, nu som museum. 
Staden växte när Kansas befolkades med nybyggare, men när Union Pacific Railroad 1866 passerade den närbelägna Junction City upphörde varutrafiken över Council Grove. Den jordbrukande landsbygdsbefolkningen fortsatte dock att öka och 1871 nådde Atchison, Topeka and Santa Fe Railway staden.